# Mamut karłowaty
Mamut karłowaty (†Mammuthus exilis) – wymarły ssak z rodziny słoniowatych, jeden z kilku znanych gatunków mamuta, którego pozostałości odnaleziono na leżących u wybrzeży Kalifornii Channel Islands (Santa Cruz, Santa Rosa, San Miguel). Bywał klasyfikowany jako podgatunek mamuta Jeffersona (Mammuthus jeffersonii exilis), obecnie jednak częściej jest klasyfikowany jako odrębny gatunek.
Za bezpośredniego przodka mamuta karłowatego uważany jest mamut kolumbijski, wielkości mniej więcej współczesnego słonia. Przypuszcza się jednak, że w środowisku o ograniczonych zasobach żywnościowych jakim są wyspy, mamut kolumbijski uległ skarłowaceniu. Uważa się, że kilka sztuk mamuta kolumbijskiego ok. 20 tys. lat temu przepłynęło kanał Santa Barbara (mający ok. 8 km szerokości) i zadomowiło na niewielkim lądzie, stanowiącym podówczas jedną wyspę, nazwaną Santa Rosae.
Mamut karłowaty miał ok. od 120 do 240 cm wysokości w kłębie i był niemal dwukrotnie mniejszy od uznawanego za największego w rodzinie mamutów mamuta cesarskiego. Poza tym gatunkiem znanych jest kilka karłowatych form trąbowców, m.in. wymarłe gatunki słoni na wyspach Morza Śródziemnego, czy nieuznawane za odrębny gatunek miniaturowe mamuty włochate z Wyspy Wrangla.